# Zabytkowa Kopalnia „Ignacy”

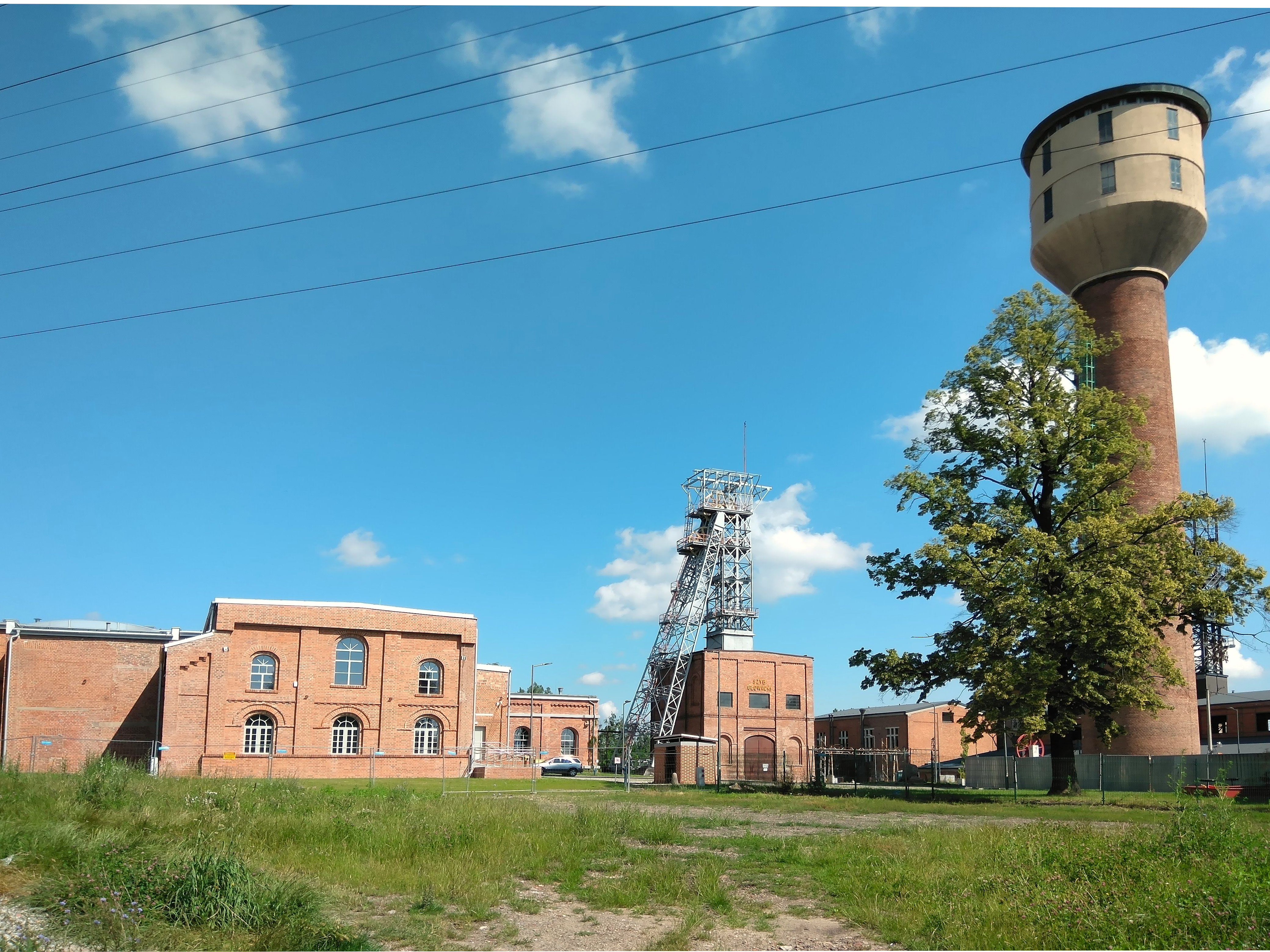
Widok ogólny zabytkowej kopalni Ignacy

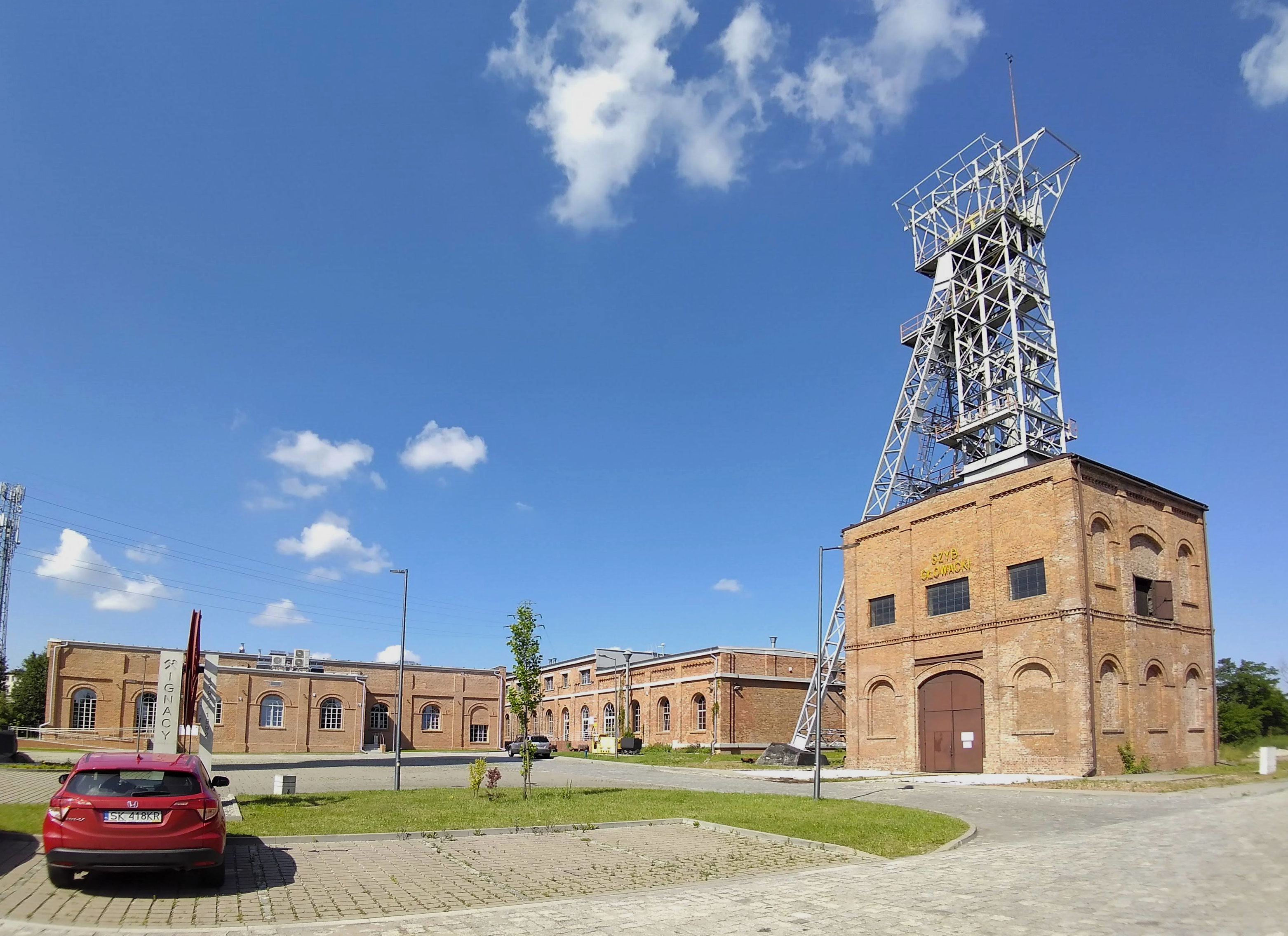
Widok ogólny z szybem Głowacki

Zabytkowa Kopalnia Ignacy – zabytkowa kopalnia węgla kamiennego w Rybniku, której powierzchniowa zabudowa została udostępniona do zwiedzania.
Kopalnia znajduje się w Rybniku w dzielnicy Niewiadom przy ul. Ignacego Mościckiego i została udostępniona do zwiedzania od 1999 roku.
Główną atrakcją skansenu są 2 maszyny parowe: pierwsza z 1900 roku obsługująca szyb Głowacki, druga z 1920 roku, działa przy szybie Kościuszko. Dodatkowo w budynku administracyjnym znajduje się wystawa poświęcona górnictwu. Umożliwia oglądanie eksponatów związanych z historią i kulturą górnictwa. W 2004 kopalnia została uznana najlepszym produktem turystycznym roku w całym województwie śląskim. Od 19 października 2006 zabytkowa kopalnia Ignacy znajduje się na trasie Szlaku Zabytków Techniki. Na terenie kopalni znajduje się 46-metrowa wieża ciśnień, obecnie wykorzystywana jako punkt widokowy.
 zespół zabudowy kopalni „Ignacy - Hoym” wpisany jest do rejestru zabytków pod nr rej.: A/165/05 z 30.12.2005

## Historia kopalni
Powstała w 1792 roku z inicjatywy pruskiego ministra prowincji śląskiej Karla Georga von Hoyma, założona przez Kamerę Wojenno-Dominialną we Wrocławiu. Początkowo podlegała Urzędowi Hutniczemu w Rybniku, a od 1810 państwowym władzom górniczym. Eksploatowana była z przerwami. W 1834 nabył ją radca Cuno z Raciborza, który 25 marca 1835 przyłączył do niej kopalnię „Sylwester” (eksploatowaną od 1832 r.). Po 1840 r. przyłączono do niej pole górnicze „Birtultau” (zgłoszone w 1838 r.), zaś 30 grudnia 1870/11 września 1871 kopalnię „Laura” (zgłoszoną w 1840 r.). W 1890 większość udziałów kopalni nabył książę Hugon zu Hohenlohe-Oehringen, a w 1914 przejęło ją „Czernickie Towarzystwo Węglowe”. Kopalnia była eksploatowana razem z kopalnią „Carolus”. W 1940 przejął ją koncern Hermann Göring, a od 1945 należała do „Rybnickiego Zjednoczenia Przemysłu Węglowego”. 1 stycznia 1968 włączono ją do kopalni „Rydułtowy”.
Do 1871 roku oraz w latach 1922–1936 i 1939–1945 kopalnia nosiła nazwę „Hoym”, w latach 1871–1922 „Hoym-Laura”. Od 4 września 1936 Ignacy na cześć prezydenta RP Ignacego Mościckiego. Od 1968 roku funkcjonowała jako ruch Ignacy Kopalni Węgla Kamiennego Rydułtowy.